# Sedum albertii
Sedum albertii är en fetbladsväxtart som beskrevs av Eduard August von Regel. Sedum albertii ingår i Fetknoppssläktet som ingår i familjen fetbladsväxter. Inga underarter finns listade i Catalogue of Life.